# ナクバの否定
ナクバの否定（ナクバのひてい、英語: Nakba Denial）とは、イスラエル建国に伴いシオニストが行ったパレスチナ人に対する虐殺、追放、集落の破壊であるナクバの全体もしくは一部について、歴史学上の定説を否定する歴史否定主義論である。またはそれらの主張そのものを指す。
ナクバ否定論には、歴史的に記録されたパレスチナ人に対する暴力の否定、パレスチナ人のアイデンティティの存在の否定、パレスチナの土地が人の住まない荒野であったとする主張、パレスチナ人の強制移住は戦争に伴うアラブ人とユダヤ人の相互の合意によって正当化されている等の主張がある。
ナクバ否定論はシオニズムの歴史観の核心的な要素となっており、初期イスラエルの歴史学によって促進されたと言う歴史家もいる。1980年代から、機密解除された公文書をもとに新歴史家と呼ばれるイスラエルの歴史家らがナクバ否定に異議を唱える歴史研究を進め、また、ユダヤ系イスラエル人の文献もかなりの量にのぼるようになり、広く知られるようになった。
ナクバ否定論はイスラエルとアメリカの双方で未だに蔓延している言説であるとされ、反アラブ人種差別的な言説と結びついている。2011年、イスラエルは俗にナクバ法と呼ばれる法律を制定し、イスラエルの独立記念日でもあるナクバの日を追悼の日として扱う団体から公的資金を差し止めることを可能とした。 
ナクバ75周年を迎えた2023年5月、パレスチナ自治政府のマフムード・アッバス大統領は、1948年の強制追放やナクバを否定する言説を違法とした。

## 背景
ナクバは、委任統治領パレスチナにおける1948年のイスラエル建国に前後して、故郷や居住地を追われた約75万人のパレスチナ人が難民化した出来事。約500の集落がイスラエルによる破壊行為を受け、パレスチナ人に対する虐殺が数十件起きた。
ナクバ否定論者であるシオニストの歴史家たちは、新生ユダヤ国家の存続を侵攻してきたアラブ軍が脅かしたとして、1948年の追放と強制退去を正当化している。しかし、新歴史家と呼ばれるイスラエルの歴史家らは、イスラエル建国時の首相ダヴィド・ベン＝グリオンがパレスチナ市民を追放し、旧パレスチナの領土を可能な限り手に入れるために、「アラブの脅威」を誇張しナクバを起こしたとしている 。「ナクバ否定」という言葉は、1998年に『Middle East Report』の編集者であるスティーヴ・ニヴァが、初期のインターネットの台頭によって1948年の出来事について複数の物語が発生した事を説明する際に使用した。
パレスチナは、イスラエルが暴力と占領を継続させながら、その責任から免れるために「ナクバ否定論」を用いていると非難する。パレスチナ人作家で歴史家のヌール・マサルハは、イスラエルの教師や教育者たちがナクバの惨禍をイスラエルの生徒から隠し、パレスチナの集合的記憶が存在しない国家の物語を構築していると述べた。マサルハは、イスラエルの 「学校の教師、学者、教育者、歴史家、小説家 」は、「ナクバの否定と隠蔽のキャンペーン 」を用いることによって、シオニスト的知識とシオニストの集合的記憶を促進していると述べている。イスラエルの新歴史家の一人であるイラン・パッペによれば、ナクバ否定論は「イスラエル国家における集団的ユダヤ人アイデンティティの構築における主要な構成要素」である。

## 記録と記憶の消去と抹消
ナクバを否定するために、組織的にナクバの記録と記憶の消却と抹消が行われた。アリーヤーが始まった1920年頃から、地理的消去が始まり、1948年のイスラエル建国以降に加速し、パレスチナのアラビア語や伝統的に基づく地名は次々に「ヘブライ化」された。一例として、ヨルダン川西岸地区はユダヤ・サマリア地区と呼ばれた。
ナクバの追放と強制移動によって、無人化されたパレスチナの町や村は、「砂漠の緑化」と「環境保護」の大義のもと、植林が次々と進められ、町や村の物理知的痕跡が地名と共に消し去られ、また戻る家や故郷が存在しないようにパレスチナ人の帰還を防止した。
また、イスラエル国防省は、地域に存在するナクバの証明となりうる歴史的記録文献を組織的に密かに取り除し隠匿する作業を行っていたことが発覚した。

### ドイツにおけるナクバ否定
イスラエルに対する批判を反ユダヤ主義と弾圧するドイツでは、2024年3月、ドイツ社会民主党とドイツキリスト教民主同盟によってノイケルンの高校でナクバの歴史的事実を俗説として否定するパンフレットが配布された。

### アメリカ合衆国におけるナクバ否定
2024年6月、コロンビア大学のロースクール（法科大学院）で法学生たちが編集する法学雑誌、コロンビア・ロー・レビューにおいて、ナクバを法的観点から立証し、イスラエルのガザにおけるジェノサイドと、パレスチナ人に対するアパルトヘイト体制を批判するパレスチナ人人権派弁護士Rabea Eghbariahの『Toward Nakba as a Legal Concept（法的概念としてのナクバに向けて）』と題した法律論文を掲載しようとしたところ、同ロー・スクールの教授たちと卒業生たちで構成されるロー・レビュー委員会から、同記事を掲載しないよう圧力がかかった。しかし、学生編集員たちは圧力に屈せず、同月3日、コロンビア・ロー・レビューのウェブサイトにその論文を掲載した。それに対し同委員会は、全く関係ない他の論文も掲載されたウェブサイト全体を即日アクセス不能にすることで対応した。同委員会は通常コロンビア・ロー・レビューの財務業務のみを監督し、学生たちの編集独立性を重んじているので、掲載記事内容に干渉することはほぼ前例のない事態だと報じられた。